# Elecciones a la Asamblea de Madrid de 2021
Las elecciones a la Asamblea de Madrid de 2021 se celebraron el martes 4 de mayo de 2021 para elegir la XII legislatura del Parlamento de esa comunidad autónoma española. Los 136 escaños de la asamblea legislativa regional estuvieron en juego.
Las elecciones fueron consecuencia, por vez primera, del uso de la prerrogativa de disolución anticipada de la Asamblea, reservada a la presidenta de la Comunidad. Además, la pandemia de COVID-19 forzó la implantación de medidas sanitarias en los colegios electorales, a fin de minimizar el riesgo de contagio.

## Sistema electoral

### Sufragio activo y pasivo
La votación para la Asamblea se realiza mediante sufragio universal, que comprende a todos los nacionales mayores de dieciocho años, empadronados en la Comunidad de Madrid y en pleno disfrute de sus derechos políticos. Además, los madrileños en el extranjero tienen la posibilidad de solicitar el voto por correo.
La ley electoral permite que los partidos y las federaciones registradas en el Ministerio del Interior, las coaliciones y las agrupaciones de electores presenten listas de candidatos. Los partidos y federaciones que pretendan formar una coalición antes de las elecciones deben comunicarlo a la Junta Electoral correspondiente en los diez días siguientes a la convocatoria electoral, mientras que las agrupaciones de electores necesitan conseguir la firma de al menos el 0,5 por ciento del electorado de la Comunidad de Madrid.

### Disolución de la Asamblea y reparto de escaños
El mandato de la Asamblea de Madrid expira cuatro años después de la fecha de su anterior elección. No obstante, el presidente tiene la prerrogativa de disolver la Asamblea de Madrid y convocar unas elecciones anticipadas, siempre que no esté en trámite ninguna moción de censura, no estén previstas unas elecciones de ámbito nacional y se cumplan algunos requisitos temporales: a saber, que la disolución no se produzca ni durante la primera sesión legislativa ni dentro del último año de la legislatura antes de su vencimiento previsto, ni antes de que haya transcurrido un año desde una disolución anterior.
Todos los miembros de la Asamblea de Madrid son elegidos mediante un sistema proporcional con el método D'Hondt, sobre listas cerradas y un umbral del 5 % de los votos válidos —que incluye los votos en blanco—. Los partidos que no alcanzan el umbral no se tienen en cuenta para el reparto de escaños. La Asamblea tiene derecho a un miembro por cada 50 000 habitantes o fracción superior a 25 000.

### Calendario electoral
Aquí se muestra el calendario electoral para las elecciones a la Asamblea de Madrid 2021:
- 10 de marzo: Anuncio de convocatoria de elecciones
- 11 de marzo: Publicación de la convocatoria en el BOE
- 21 de marzo: Fecha límite para la presentación de coaliciones
- 31 de marzo: Fecha límite para la presentación de candidaturas
- 2 de abril: Publicación de las candidaturas presentadas en el BOCM
- 7 de abril: Proclamación de candidaturas por la Junta Electoral Provincial de Madrid
- 8 de abril: Publicación de las candidaturas proclamadas en el BOCM
- 18 de abril: Inicio de la campaña electoral
- 29 de abril: Prohibición en adelante de publicar sondeos electorales
- 2 de mayo: Fin de la campaña electoral
- 3 de mayo: Jornada de reflexión
- 4 de mayo: Jornada electoral

## Antecedentes

### Rumores de anticipo electoral en 2020
A lo largo de 2020, como consecuencia tanto de las crecientes divisiones entre los dos socios de la coalición de gobierno como de la percepción de la probabilidad de que se presentara una moción de censura por parte de la oposición por la presunta mala gestión de Díaz Ayuso de la pandemia de COVID-19 en la Comunidad de Madrid, Ayuso se planteó convocar unas elecciones anticipadas en la región.
Un primer intento habría sido abortado por la dirección nacional de su partido en junio de 2020, pero en septiembre se informó de que Ayuso pretendía que las elecciones autonómicas en Madrid coincidieran con las anunciadas autonómicas catalanas por el presidente Quim Torra, previstas provisionalmente para algún momento de finales de 2020 o principios de 2021. La propia Ayuso pareció desechar tales rumores a través de su cuenta de Twitter.

### Mociones de censura en Murcia y ruptura PP-Cs
El 10 de marzo de 2021, tanto el Partido Socialista Obrero Español (PSOE) como Ciudadanos (Cs) anunciaron un acuerdo por el que llevarían a cabo dos mociones de censura contra los gobiernos del Partido Popular (PP) en los gobiernos de la ciudad y de la región de Murcia, donde tanto PP como Cs gobernaban desde las elecciones autonómicas y municipales de 2019. Esto provocó que la presidenta Ayuso rompiera inmediatamente su alianza con Cs en la Comunidad de Madrid y convocara unas elecciones autonómicas anticipadas para el 4 de mayo de 2021, alegando que la rama de Cs en Madrid podría hacer lo mismo.

### Pandemia de COVID-19
La celebración de estas elecciones se vio marcada por la pandemia de la COVID-19, siendo estas las cuartas elecciones celebradas en España desde el estallido de la pandemia (tras las elecciones gallegas y vascas celebradas en paralelo el 12 de julio de 2020, y las elecciones catalanas, el 14 de febrero de 2021). Así, el Gobierno de la Comunidad de Madrid ha establecido medidas especiales para la celebración de estos comicios.

## Convocatoria, candidaturas y encuestas

### Convocatoria
El 10 de marzo de 2021, tras el inesperado anuncio del Partido Socialista Obrero Español (PSOE) y Ciudadanos (Cs) de presentar mociones de censura contra el Partido Popular en la región y en el ayuntamiento de Murcia, la presidenta madrileña, Isabel Díaz Ayuso, anunció la disolución de la asamblea regional y la convocatoria de elecciones anticipadas en la Comunidad de Madrid para el 4 de mayo.
A los pocos minutos, el PSOE y Más Madrid trataron de impedir la convocatoria electoral presentando una moción de censura cada uno. Como el decreto electoral no entra en vigor hasta el momento de su publicación, la situación planteaba la cuestión de qué decisión debía considerarse legalmente como la primera, ya que no se pueden convocar elecciones mientras esté en marcha el proceso de una moción de censura. Al día siguiente (tras la publicación del decreto de disolución), la mesa de la Asamblea reconoció provisionalmente la convocatoria electoral, pero anunció que estudiaría presentar un recurso contra ella.
Finalmente, esta denuncia fue resuelta cautelarísimamente a favor del gobierno de la comunidad por el TSJM el 14 de marzo, cuando, reunido de urgencia, el tribunal concluyó que las mociones de censura eran nulas y sin efecto, dado que el decreto de disolución de las cámaras se firmó antes de su presentación.

### Candidaturas
A continuación se muestra una lista de las candidaturas que o bien obtuvieron representación en las últimas elecciones madrileñas o bien son consideradas "grupos políticos significativos" conforme a la JEC, mostrándose enumeradas en orden descendente de escaños obtenidos en las anteriores elecciones. Asimismo, los partidos y alianzas que conforman el gobierno en el momento de las elecciones están sombreados en verde claro, mientras que aquellas candidaturas que hubiesen formado parte del gobierno en algún momento de la legislatura, pero no en el momento de las elecciones aparecen sombreadas en amarillo claro.
| Candidatura | Candidatura                          | Integrantes | Candidato/a | Candidato/a                    | Diputados previos (2019) |
| ----------- | ------------------------------------ | ----------- | ----------- | ------------------------------ | ------------------------ |
|             | Partido Socialista Obrero Español    | PSOE        |             | Ángel Gabilondo                | 37                       |
|             | Partido Popular                      | PP          |             | Isabel Díaz Ayuso (Presidenta) | 30                       |
|             | Ciudadanos- Partido de la Ciudadanía | Cs          |             | Edmundo Bal                    | 26                       |
|             | Más Madrid                           | MM Equo     |             | Mónica García                  | 20                       |
|             | Vox                                  | Vox         |             | Rocío Monasterio               | 12                       |
|             | Unidas Podemos                       | Podemos IU  |             | Pablo Iglesias                 | 7                        |

En cualquier caso, un total de 23 candidaturas diferentes fueron incluidas en la fase de presentación de listas.

### Encuestas
A continuación se muestra una infografía reflejando gráficamente la evolución de los sondeos realizados de cara a estos comicios. Tras ella, se muestra una tabla enumerando dichas estimaciones, mostrando primero la más reciente utilizando las fechas en que se realizó el trabajo de campo de la encuesta (en lugar de la fecha de publicación). El porcentaje más alto de cada encuesta se muestra con el fondo sombreado en el color del partido líder (si se da un empate, se aplica a las cifras con los porcentajes más altos). Las candidaturas que no superan el umbral electoral (5 % de los votos) aparecen sombreadas en gris. La columna "Ventaja" muestra la diferencia porcentual entre los partidos con los porcentajes más altos en una encuesta determinada.
| Encuestas realizadas para las Elecciones a la Asamblea de Madrid de 2021 | Encuestas realizadas para las Elecciones a la Asamblea de Madrid de 2021 | Encuestas realizadas para las Elecciones a la Asamblea de Madrid de 2021 | Encuestas realizadas para las Elecciones a la Asamblea de Madrid de 2021 | Encuestas realizadas para las Elecciones a la Asamblea de Madrid de 2021 | Encuestas realizadas para las Elecciones a la Asamblea de Madrid de 2021 | Encuestas realizadas para las Elecciones a la Asamblea de Madrid de 2021 | Encuestas realizadas para las Elecciones a la Asamblea de Madrid de 2021 | Encuestas realizadas para las Elecciones a la Asamblea de Madrid de 2021 | Encuestas realizadas para las Elecciones a la Asamblea de Madrid de 2021 | Encuestas realizadas para las Elecciones a la Asamblea de Madrid de 2021 |
| Empresa encuestadora/Contratista                                         | Trabajo de campo                                                         | Tamaño de muestra                                                        | Predicción Participación                                                 | PP                                                                       |                                                                          | PSOE                                                                     | Vox                                                                      |                                                                          | Cs                                                                       | Ventaja                                                                  |
| ------------------------------------------------------------------------ | ------------------------------------------------------------------------ | ------------------------------------------------------------------------ | ------------------------------------------------------------------------ | ------------------------------------------------------------------------ | ------------------------------------------------------------------------ | ------------------------------------------------------------------------ | ------------------------------------------------------------------------ | ------------------------------------------------------------------------ | ------------------------------------------------------------------------ | ------------------------------------------------------------------------ |
| Metroscopia/20 Minutos                                                   | 22-26 de abril de 2021                                                   | 800                                                                      | ?                                                                        | 38.7 56                                                                  | 17.2 25                                                                  | 21.4 31                                                                  | 10.9 15                                                                  | 6.1 9                                                                    | ?                                                                        | 17.3                                                                     |
| Metroscopia/El País                                                      | 20-26 de abril de 2021                                                   | 3000                                                                     | 66-68                                                                    | 41.3 59                                                                  | 17.6 25                                                                  | 19.7 28                                                                  | 9.4 13                                                                   | 7.8 11                                                                   | 3.0 0                                                                    | 21.6                                                                     |
| Hamalgama Métrica/OKdiario                                               | 20-22 de abril de 2021                                                   | 1000                                                                     | ?                                                                        | 43.3 62                                                                  | 13.4 19                                                                  | 23.4 33                                                                  | 8.6 12                                                                   | 7.6 10                                                                   | 2.8 0                                                                    | 19.9                                                                     |
| CIS                                                                      | 19-20 de abril de 2021                                                   | 2034                                                                     | ?                                                                        | 36.7 54-56                                                               | 15.1 22-24                                                               | 23.4 34-36                                                               | 8.2 11-13                                                                | 8.4 11-13                                                                | 4.6 0                                                                    | 13.3                                                                     |
| Sociometrica/El Español                                                  | 22 de marzo-7 de abril de 2021                                           | 2105                                                                     | ?                                                                        | 38.8 54                                                                  | 13.8 19                                                                  | 23.3 32                                                                  | 9.9 14                                                                   | 7.7 10                                                                   | 5.1 7                                                                    | 15.5                                                                     |
| SyM Consulting                                                           | 29-31 de marzo de 2021                                                   | 1527                                                                     | 77,29                                                                    | 37.7 55                                                                  | 11.0 16                                                                  | 26.9 39-40                                                               | 11.6 16-17                                                               | 6.4 9                                                                    | 4.4 0                                                                    | 10.8                                                                     |
| Sigmados/El Mundo                                                        | 26-30 de marzo de 2021                                                   | 1104                                                                     | ?                                                                        | 42.8 61-62                                                               | 13.3 18-20                                                               | 22.8 33-35                                                               | 7.5 10-11                                                                | 8.0 11-12                                                                | 4.1 0                                                                    | 20.0                                                                     |
| Sociometrica/El Español                                                  | 31 de marzo de 2021                                                      | ?                                                                        | ?                                                                        | 39.6 55                                                                  | 13.2 18                                                                  | 22.7 31                                                                  | 11.0 15                                                                  | 7.5 10                                                                   | 5.3 7                                                                    | 16.3                                                                     |
| Celeste-Tel/OndaCero                                                     | 30 de marzo de 2021                                                      | ?                                                                        | ?                                                                        | 39.2 54                                                                  | 10.0 14                                                                  | 26.8 37                                                                  | 9.9 13                                                                   | 8.2 11                                                                   | 5.2 7                                                                    | 12.4                                                                     |
| NC Report/La Razón                                                       | 28 de marzo de 2021                                                      | ?                                                                        | ?                                                                        | 40.1 56                                                                  | 9.5 13                                                                   | 26.0 36                                                                  | 9.1 12                                                                   | 9.2 12                                                                   | 5.1 7                                                                    | 14.1                                                                     |
| CIS                                                                      | 19 - 28 de marzo de 2021                                                 | 4124                                                                     | ?                                                                        | 39.2 59                                                                  | 14.8 20                                                                  | 25.3 38                                                                  | 5.4 9                                                                    | 8.7 10                                                                   | 4.4 0                                                                    | 13.9                                                                     |
| Invymark/La Sexta                                                        | 22 - 25 de marzo de 2021                                                 | 2400                                                                     | ?                                                                        | 40.4 59                                                                  | 10.6 15                                                                  | 26.3 38                                                                  | 9.5 14                                                                   | 7.3 10                                                                   | 4.6 0                                                                    | 14.1                                                                     |
| Sociometrica/El Español                                                  | 24 de marzo de 2021                                                      | ?                                                                        | ?                                                                        | 38.1 53                                                                  | 12.1 17                                                                  | 22.1 31                                                                  | 12.8 17                                                                  | 7.9 11                                                                   | 5.1 7                                                                    | 16.0                                                                     |
| ElectoPanel/Electomanía                                                  | 24 de marzo de 2021                                                      | 2400                                                                     | ?                                                                        | 40.6 59                                                                  | 9.6 13                                                                   | 26.3 38                                                                  | 9.4 13                                                                   | 9.4 13                                                                   | 2.8 0                                                                    | 14.3                                                                     |
| Sigmados/Antena3                                                         | ? (Publicado el 23 de marzo de 2021)                                     | ?                                                                        | ?                                                                        | 40.9 56-60                                                               | 11.5 15-17                                                               | 25.1 34-37                                                               | 8.8 12-13                                                                | 7.7 10-11                                                                | 5.1 0-7                                                                  | 15.8                                                                     |
| NC Report/La Razón                                                       | 21 de marzo de 2021                                                      | ?                                                                        | ?                                                                        | 39.6 55                                                                  | 9.6 13                                                                   | 26.3 37                                                                  | 9.2 12                                                                   | 8.9 12                                                                   | 5.4 7                                                                    | 13.3                                                                     |
| Edmundo Bal sustituye a Ignacio Aguado como candidato de Cs              |                                                                          |                                                                          |                                                                          |                                                                          |                                                                          |                                                                          |                                                                          |                                                                          |                                                                          |                                                                          |
| Hamalgama Métrica/OKdiario                                               | 16-17 de marzo de 2021                                                   | 1000                                                                     | ?                                                                        | 39.1 54                                                                  | 10.3 14                                                                  | 27.1 38                                                                  | 10.5 14                                                                  | 7 9                                                                      | 5.3 7                                                                    | 12                                                                       |
| DYM/Henneo                                                               | 15-17 de marzo de 2021                                                   | ?                                                                        | ?                                                                        | 36.5 50-53                                                               | 13.1 18-19                                                               | 23.2 31-33                                                               | 10.8 14-16                                                               | 8.7 11-12                                                                | 6.2 7-8                                                                  | 13.5                                                                     |
| GAD3/Tele 5                                                              | 15-16 de marzo de 2021                                                   | 1003                                                                     | ?                                                                        | 42.1 61                                                                  | 9.2 13                                                                   | 24.8 36                                                                  | 7.9 11                                                                   | 10.9 15                                                                  | 1.9 0                                                                    | 17.3                                                                     |
| Sociometrica/El Español                                                  | 15-16 de marzo de 2021                                                   | ?                                                                        | ?                                                                        | 36.2 51                                                                  | 11.3 16                                                                  | 21.8 30                                                                  | 12.3 17                                                                  | 11.0 15                                                                  | 5.5 7                                                                    | 14.4                                                                     |
| SigmaDos/El Mundo                                                        | 15-16 de marzo de 2021                                                   | ?                                                                        | ?                                                                        | 39.5 56                                                                  | 9.8 14                                                                   | 27.5 38                                                                  | 9.4 12                                                                   | 6.9 9                                                                    | 5.6 7                                                                    | 12.0                                                                     |
| SyM Consulting                                                           | 15 de marzo de 2021                                                      | 1428                                                                     | 75,3                                                                     | 36.0 51/52                                                               | 11.0 15                                                                  | 22.4 32                                                                  | 16.7 24                                                                  | 9.7 13/14                                                                | 2.3 0                                                                    | 13.6                                                                     |
| ElectoPanel/Electomanía                                                  | 15 de marzo de 2021                                                      | 2400                                                                     | ?                                                                        | 41.1 59                                                                  | 10.8 15                                                                  | 26.7 38                                                                  | 9.2 13                                                                   | 8.0 11                                                                   | 2.7 0                                                                    | 14.4                                                                     |
| Pablo Iglesias deja el Gobierno para presentarse como candidato          |                                                                          |                                                                          |                                                                          |                                                                          |                                                                          |                                                                          |                                                                          |                                                                          |                                                                          |                                                                          |
| NC Report/La Razón                                                       | 14 de marzo de 2021                                                      | ?                                                                        | ?                                                                        | 33.2 46                                                                  | 12.8 18                                                                  | 27.6 38                                                                  | 13.7 19                                                                  | 5.2 7                                                                    | 6.3 8                                                                    | 5.6                                                                      |
| GAD3/ABC                                                                 | 10-12 de marzo de 2021                                                   | 1003                                                                     | ?                                                                        | 39.6 57/59                                                               | 11.1 15/17                                                               | 27.8 39/41                                                               | 10.5 14/16                                                               | 5.1 7                                                                    | 3.1 0                                                                    | 11.8                                                                     |
| Demoscopia y Servicios/ESdiario                                          | 11 de marzo de 2021                                                      | 820                                                                      | ?                                                                        | 31.3 44                                                                  | 12.5 17                                                                  | 28.2 39                                                                  | 15.2 21                                                                  | 5.5 7                                                                    | 5.8 8                                                                    | 3.1                                                                      |
| Metroscopia/El Confidencial                                              | 10-11 de marzo de 2021                                                   | 900                                                                      | 63                                                                       | 41.0 59/63                                                               | 11.0 16                                                                  | 28.4 41/43                                                               | 9.3 13/14                                                                | 4.9 0/7                                                                  | 4.0 0                                                                    | 12.6                                                                     |
| SyM Consulting                                                           | 10 de marzo de 2021                                                      | 1428                                                                     | 72,8                                                                     | 28.8 40/41                                                               | 11.3 15/16                                                               | 25.5 36                                                                  | 21.7 30                                                                  | 5.2 7                                                                    | 5.3 7                                                                    | 3.3                                                                      |
| Hamalgama Métrica/OKDiario                                               | 10 de marzo de 2021                                                      | 900                                                                      | ?                                                                        | 29.9 40                                                                  | 11.9 16                                                                  | 26.7 36                                                                  | 15.6 21                                                                  | 5.2 7                                                                    | 9.0 12                                                                   | 3.2                                                                      |
| ElectoPanel/Electomanía                                                  | 10 de marzo de 2021                                                      | 2400                                                                     | ?                                                                        | 33.2 48                                                                  | 14.6 21                                                                  | 27.2 40                                                                  | 13.7 20                                                                  | 5.3 7                                                                    | 4.4 0                                                                    | 6.0                                                                      |
| Isabel Díaz Ayuso convoca elecciones a la Asamblea de Madrid             |                                                                          |                                                                          |                                                                          |                                                                          |                                                                          |                                                                          |                                                                          |                                                                          |                                                                          |                                                                          |
| Celeste-Tel/Cs                                                           | 2-9 de marzo de 2021                                                     | 800                                                                      | ?                                                                        | ? 39                                                                     | ? 18                                                                     | ? 37                                                                     | ? 15                                                                     | ? 7                                                                      | ? 16                                                                     | ?                                                                        |
| KeyData/Público                                                          | 6 de noviembre de 2020                                                   | ?                                                                        | ?                                                                        | 28.8 39                                                                  | 13.2 18                                                                  | 26.6 36                                                                  | 12.5 17                                                                  | 5.5 7                                                                    | 11.6 15                                                                  | 2.2                                                                      |
| SocioMétrica/El Español                                                  | 15-17 de octubre de 2020                                                 | 1310                                                                     | ?                                                                        | 26.8 36                                                                  | 13.1 18                                                                  | 25.9 35                                                                  | 14.8 20                                                                  | 5.2 7                                                                    | 12.3 16                                                                  | 0.9                                                                      |
| Hamalgama Métrica/OKDiario                                               | 9-12 de octubre de 2020                                                  | 1000                                                                     | 60,8                                                                     | 32.8 45                                                                  | 12.4 16                                                                  | 26.5 36                                                                  | 10.2 14                                                                  | 5.6 7                                                                    | 10.3 14                                                                  | 6.3                                                                      |
| NC Report/La Razón                                                       | 5-10 de octubre de 2020                                                  | 1000                                                                     | 58,6                                                                     | 33.1 45                                                                  | 12.1 16                                                                  | 26.9 37                                                                  | 8.7 11                                                                   | 5.4 7                                                                    | 12.3 16                                                                  | 6.2                                                                      |
| ElectoPanel/Electomanía                                                  | 1-9 de octubre de 2020                                                   | 650                                                                      | ?                                                                        | 33.7 46                                                                  | 12.7 17                                                                  | 28.5 39                                                                  | 9.1 12                                                                   | 5.1 6                                                                    | 9.2 12                                                                   | 5.2                                                                      |
| DYM/20 minutos                                                           | 5-7 de octubre de 2020                                                   | ?                                                                        | ?                                                                        | 24.3 33                                                                  | 14.0 19                                                                  | 28.5 38/39                                                               | 12.7 17                                                                  | 5.1 6                                                                    | 13.9 18/19                                                               | 4.2                                                                      |
| SyM Consulting                                                           | 2-4 de octubre de 2020                                                   | 1319                                                                     | 71                                                                       | 27.7 37/38                                                               | 14.2 19                                                                  | 25.0 34                                                                  | 16.2 22                                                                  | 5.8 7/8                                                                  | 9.1 12                                                                   | 2.7                                                                      |
| ElectoPanel/Electomanía                                                  | 2 de octubre de 2020                                                     | 2120                                                                     | ?                                                                        | 33.4 45                                                                  | 10.8 14                                                                  | 28.4 39                                                                  | 9.8 13                                                                   | 6.5 8                                                                    | 10.0 13                                                                  | 5.0                                                                      |
| NC Report/La Razón                                                       | 8-12 de septiembre de 2020                                               | 1000                                                                     | 59,2                                                                     | 28.4 39                                                                  | 13.0 17                                                                  | 27.4 37                                                                  | 9.4 12                                                                   | 5.9 8                                                                    | 14.0 19                                                                  | 1.0                                                                      |
| ElectoPanel/Electomanía                                                  | 31 de agosto de 2020                                                     | ?                                                                        | ?                                                                        | 30.9 42                                                                  | 9.5 13                                                                   | 28.6 39                                                                  | 10.9 14                                                                  | 7.2 9                                                                    | 11.3 15                                                                  | 2.3                                                                      |
| Sigma Dos/Telemadrid                                                     | 19-22 de junio de 2020                                                   | 1600                                                                     | ?                                                                        | 31.9 43                                                                  | 10.3 14                                                                  | 29.5 40                                                                  | 8.4 11                                                                   | 7.8 10                                                                   | 10.8 14                                                                  | 2.4                                                                      |
| ElectoPanel/Electomanía                                                  | 1 de abril-15 de mayo de 2020                                            | ?                                                                        | ?                                                                        | 32.3 44                                                                  | 6.5 8                                                                    | 28.5 39                                                                  | 10.2 14                                                                  | 10.5 14                                                                  | 10.2 13                                                                  | 3.8                                                                      |
| Hamalgama Métrica/OKDiario                                               | 8-11 de mayo de 2020                                                     | 1000                                                                     | ?                                                                        | 29.9 40                                                                  | 10.8 14                                                                  | 27.4 37                                                                  | 9.8 13                                                                   | 6.6 9                                                                    | 13.9 19                                                                  | 2.5                                                                      |
| GAD3/ABC                                                                 | 24-29 de abril de 2020                                                   | 1006                                                                     | ?                                                                        | 41.1 57                                                                  | 6.6 9                                                                    | 27.9 38                                                                  | 7.7 10                                                                   | 6.4 8                                                                    | 7.6 10                                                                   | 13.2                                                                     |
| SyM Consulting                                                           | 20-23 de abril de 2020                                                   | 1236                                                                     | 74,4                                                                     | 27.3 36                                                                  | 8.9 11/12                                                                | 24.7 33                                                                  | 14.9 19/20                                                               | 10.0 13                                                                  | 12.3 16                                                                  | 2.6                                                                      |
| ElectoPanel/Electomanía                                                  | 26-31 de marzo de 2020                                                   | 800                                                                      | ?                                                                        | 26.0 37                                                                  | 4.3 0                                                                    | 30.3 43                                                                  | 11.8 16                                                                  | 14.4 20                                                                  | 11.3 16                                                                  | 4.3                                                                      |
| Elecciones generales de 2019                                             | 10 de noviembre de 2019                                                  |                                                                          | 70,6                                                                     | 24.9 34                                                                  | 5.7 7                                                                    | 26.9 37                                                                  | 18.3 25                                                                  | 13.0 17                                                                  | 9.1 12                                                                   | 2.0                                                                      |
| Celeste-Tel                                                              | 22-26 de julio de 2019                                                   | 1000                                                                     | 65,0                                                                     | 23.7 34                                                                  | 14.1 20                                                                  | 28.3 40                                                                  | 7.6 10                                                                   | 4.8 0                                                                    | 20.1 28                                                                  | 4.6                                                                      |
| NC Report/La Razón                                                       | 9-13 de julio de 2019                                                    | 900                                                                      | 60,7                                                                     | 26.0 35                                                                  | 14.2 19                                                                  | 27.8 38                                                                  | 7.1 9                                                                    | 5.1 7                                                                    | 17.7 24                                                                  | 1.8                                                                      |
|                                                                          |                                                                          |                                                                          |                                                                          |                                                                          |                                                                          |                                                                          |                                                                          |                                                                          |                                                                          |                                                                          |
| Elecciones autonómicas de 2019                                           | 26 de mayo de 2019                                                       | 3 251 386                                                                | 64,3                                                                     | 22.2 30                                                                  | 14.7 20                                                                  | 27.3 37                                                                  | 8.9 12                                                                   | 5.6 7                                                                    | 19.4 26                                                                  | 5.1                                                                      |
|                                                                          |                                                                          |                                                                          |                                                                          |                                                                          |                                                                          |                                                                          |                                                                          |                                                                          |                                                                          |                                                                          |

## Participación

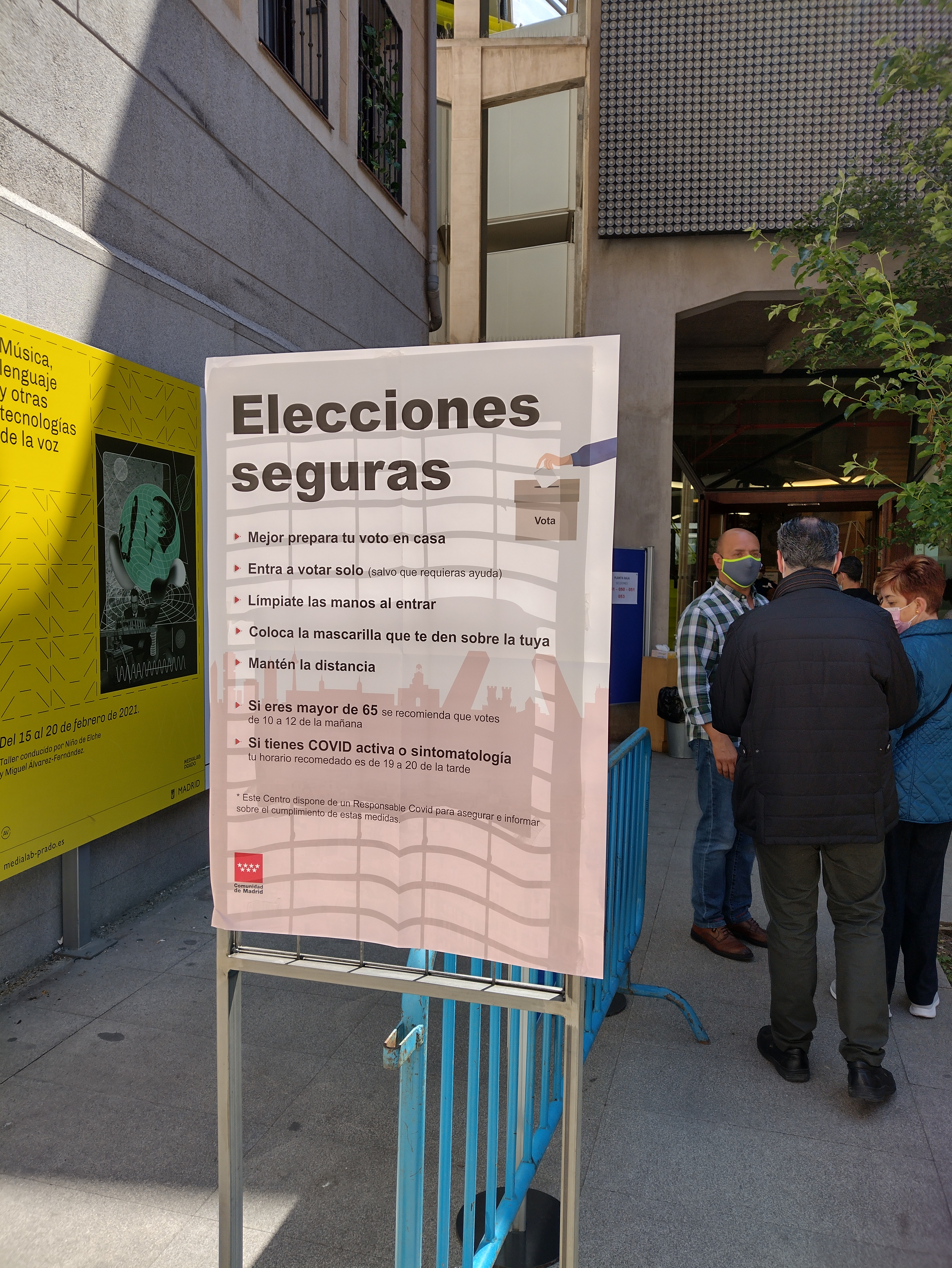
Cartel a la entrada de un colegio electoral del distrito Centro detallando las medidas tomadas para reducir el riesgo de contagio por covid. Al fondo, el responsable covid da indicaciones a dos votantes.

A lo largo de la jornada se publicaron los datos de participación en las elecciones en dos ocasiones (a las 13:00 y 19:00) sin contar el voto por correo. Tras ello, se muestra dato de la participación definitiva al final de la jornada electoral (20:00).
|  | 28,43 % |

|  | 26,18 % |

|  | 69,27 % |

|  | 58,13 % |

|  | 71,74 % |

|  | 64,27 % |

## Resultados

Por primera vez, el PP se convirtió en el partido más votado en los 21 distritos que conforman el municipio de Madrid.

|  | 44,76 % |

|  | 17,00 % |

|  | 16,80 % |

|  | 9,15 % |

|  | 7,24 % |

|  | 3,57 % |

|  | 0,97 % |

|  | 0,83 % |

|  | 71,74 % |

## Consecuencias
El resultado electoral arrojó la mejor cifra histórica en votos para el Partido Popular de Madrid, mientras que por primera vez un partido político diferente al PP o al PSOE lideraría la oposición en la Asamblea de Madrid. En el llamado "cinturón rojo" de Madrid, la izquierda solamente se impuso al bloque de la derecha en los municipios de Leganés, Getafe, Fuenlabrada, Parla, Rivas-Vaciamadrid, Coslada y San Fernando de Henares, mientras que en otros municipios como Móstoles, Alcorcón o Pinto se impuso el bloque de la derecha. En la ciudad de Madrid, la suma de los partidos de izquierdas solamente se impuso en los distritos de Centro, Usera, Villaverde, Villa de Vallecas, Puente de Vallecas y Vicálvaro. En total, la derecha se impuso en 158 municipios frente a los 20 del bloque de izquierdas. Tras el anuncio de los resultados, la presidenta Isabel Díaz Ayuso declaró haber ganado el apoyo de la ciudadanía madrileña para seguir aplicando sus políticas, mientras que la candidata de Vox a la presidencia Rocío Monasterio anunció que su partido apoyaría la investidura de Ayuso para "detener a la izquierda". El candidato de Podemos, Pablo Iglesias, anunció su retirada de la política tras declarar haberse convertido en un "chivo expiatorio" que "moviliza lo peor de aquellos que odian la democracia". La candidata de Más Madrid, Mónica García, aceptó su nuevo papel como líder de la oposición al gobierno de Ayuso tras acabar en segundo lugar al superar al PSOE de Ángel Gabilondo, quien también terminaría abandonando la política después de obtener el peor resultado para los socialistas en unas elecciones madrileñas. Por otro lado, el candidato de Ciudadanos, Edmundo Bal, lamentó que su partido no hubiese alcanzado el 5 % de los votos necesario para tener representación en la Asamblea de Madrid. Por primera vez se presentó un partido llamado Volt Europa que causó revuelo, porque Vox confundió las papeletas electorales con las suyas.

## Investidura
La votación para la investidura de Isabel Díaz Ayuso como presidenta de la Comunidad de Madrid tuvo el siguiente resultado:
| Candidato              | Fecha                                                    | Voto |    |    |    |    |   | Total  |
| ---------------------- | -------------------------------------------------------- | ---- | -- | -- | -- | -- | - | ------ |
| Isabel Díaz Ayuso (PP) | 18 de junio de 2021 Mayoría requerida: Absoluta (69/136) | Sí   | 65 |    |    | 12 |   | 77/136 |
| Isabel Díaz Ayuso (PP) | 18 de junio de 2021 Mayoría requerida: Absoluta (69/136) | No   |    | 24 | 24 |    | 9 | 57/136 |
| Isabel Díaz Ayuso (PP) | 18 de junio de 2021 Mayoría requerida: Absoluta (69/136) | Abs. |    |    |    |    |   | 0/136  |
| Isabel Díaz Ayuso (PP) | 18 de junio de 2021 Mayoría requerida: Absoluta (69/136) | Aus. |    |    |    | 1  | 1 | 2/136  |